# Laroya
Laroya es una localidad y municipio español situado en la parte meridional de la comarca del Valle del Almanzora, en la provincia de Almería, comunidad autónoma de Andalucía. Limita con los municipios de Macael, Tahal, Senés, Sierro, Suflí y Purchena.
El municipio laroyano comprende los núcleos de población de Laroya —capital municipal—, El Arroyo Franco y Estella y El Reúl Alto.
Se encuentra situado a 75 kilómetros de la capital de provincia, Almería.

## Toponimia
Cabe pensar que, debido a la ubicación del pueblo, hundido entre dos sierras, los dominadores árabes le dieran un topónimo basado en su palabra para cazuela u hoya.

## Geografía física
Está en la Sierra de los Filabres a 860 metros de altura. Se encuentra a 7 km de Macael.
| Noroeste: Suflí | Norte: Macael      | Nordeste: Macael     |
| Oeste: Sierro   |                    | Este: Tahal y Macael |
| Suroeste: Senés | Sur: Senés y Tahal | Sureste: Tahal       |

### Riesgos naturales
El municipio de Laroya todavía no cuenta con un PTEL que cumpla con la Ley 5/2010 sobre autonomía local.

## Naturaleza
El municipio dispone de dos senderos homologados por la Federación Andaluza de Montañismo, que son:
- PR-A 366— Los Molinos de Laroya: Es un sendero circular con una longitud de 12,5 kilómetros.[4]
- PR-A 372 — Reul Alto: Es un sendero circular con una longitud de 13.4 kilómetros.[5]

## Geografía humana

### Organización territorial
Además de la cabecera municipal, Laroya cuenta también con varias entidades de población según el nomenclátor publicado por el Instituto Nacional de Estadística: El Arroyo Franco y Estella y El Reul Alto.

### Demografía
Cuenta con una población de 209 habitantes (INE 2024).
| Gráfica de evolución demográfica de Laroya entre 1842 y 2021                                                          |
| |
| Población de derecho según los censos de población del INE. Población de hecho según los censos de población del INE. |

### Economía
Su economía se basa principalmente en el turismo rural, así como la agricultura (especialmente la de secano: almendra) y la ganadería (ganado ovino y caprino).

#### Evolución de la deuda viva municipal

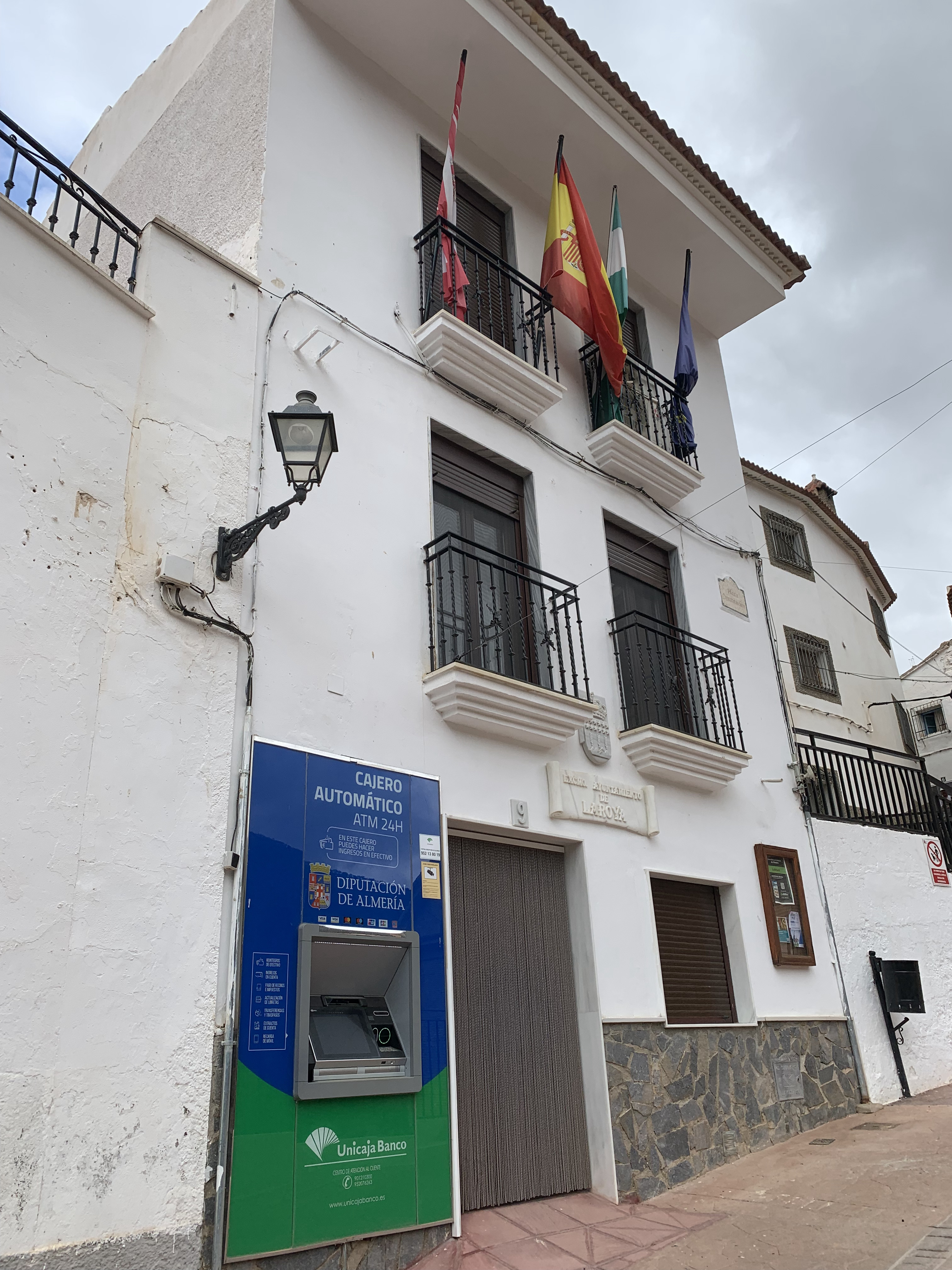
Casa Consistorial de Laroya

| Gráfica de evolución de deuda viva del Ayuntamiento de Laroya entre 2008 y 2019                                |
| |
| Deuda viva del Ayuntamiento de Laroya en miles de euros según datos del Ministerio de Hacienda y Ad. Públicas. |

## Política
Los resultados en Laroya de las últimas elecciones municipales, celebradas en mayo de 2019, son:
| Elecciones Municipales - Laroya (2019) | Elecciones Municipales - Laroya (2019)   | Elecciones Municipales - Laroya (2019) | Elecciones Municipales - Laroya (2019) | Elecciones Municipales - Laroya (2019) |
| Partido político                       | Partido político                         | Votos                                  | %Válidos                               | Concejales                             |
| -------------------------------------- | ---------------------------------------- | -------------------------------------- | -------------------------------------- | -------------------------------------- |
|                                        | Partido Popular (PP)                     | 110                                    | 68,32 %                                | 5                                      |
|                                        | Ciudadanos (Cs)                          | 46                                     | 28,57 %                                | 0                                      |
|                                        | Partido Socialista Obrero Español (PSOE) | 2                                      | 1,24 %                                 | 0                                      |

### Alcaldía
| Legislatura | Nombre                    | Partido Político                  |
| ----------- | ------------------------- | --------------------------------- |
| 1979-1983   | Antonio Rodríguez López   | UCD                               |
| 1983-1987   | Antonio Martínez Martínez | PSOE                              |
| 1987-1991   | Antonio Martínez Martínez | PSOE                              |
| 1991-1995   | Guillermo Medina Ujaldón  | PP                                |
| 1995-1999   | Guillermo Medina Ujaldón  | PP                                |
| 1999-2003   | José Antonio Ruiz Sánchez | Agrupación de Electores de Laroya |
| 2003-2007   | José Antonio Ruiz Sánchez | PP                                |
| 2007-2011   | Dolores Moreno Sobrino    | PP                                |
| 2011-2015   | Dolores Moreno Sobrino    | PP                                |
| 2015-2019   | Dolores Moreno Sobrino    | PP                                |
| 2019-2023   | Dolores Moreno Sobrino    | PP                                |
| 2023- act.  | Dolores Moreno Sobrino    | PP                                |

## Servicios públicos

### Educación
El municipio cuenta con el centro de enseñanza pública CPR San Marcos, cuya oferta educativa alcanza hasta los 12 años. Tras ello, los alumnos son adscritos a los institutos de Macael o Purchena para continuar con su formación.

### Sanidad
Ante la circunstancia del cierre del consultorio auxiliar del municipio, los pacientes deben acudir al consultorio de Macael.

## Cultura

### Patrimonio

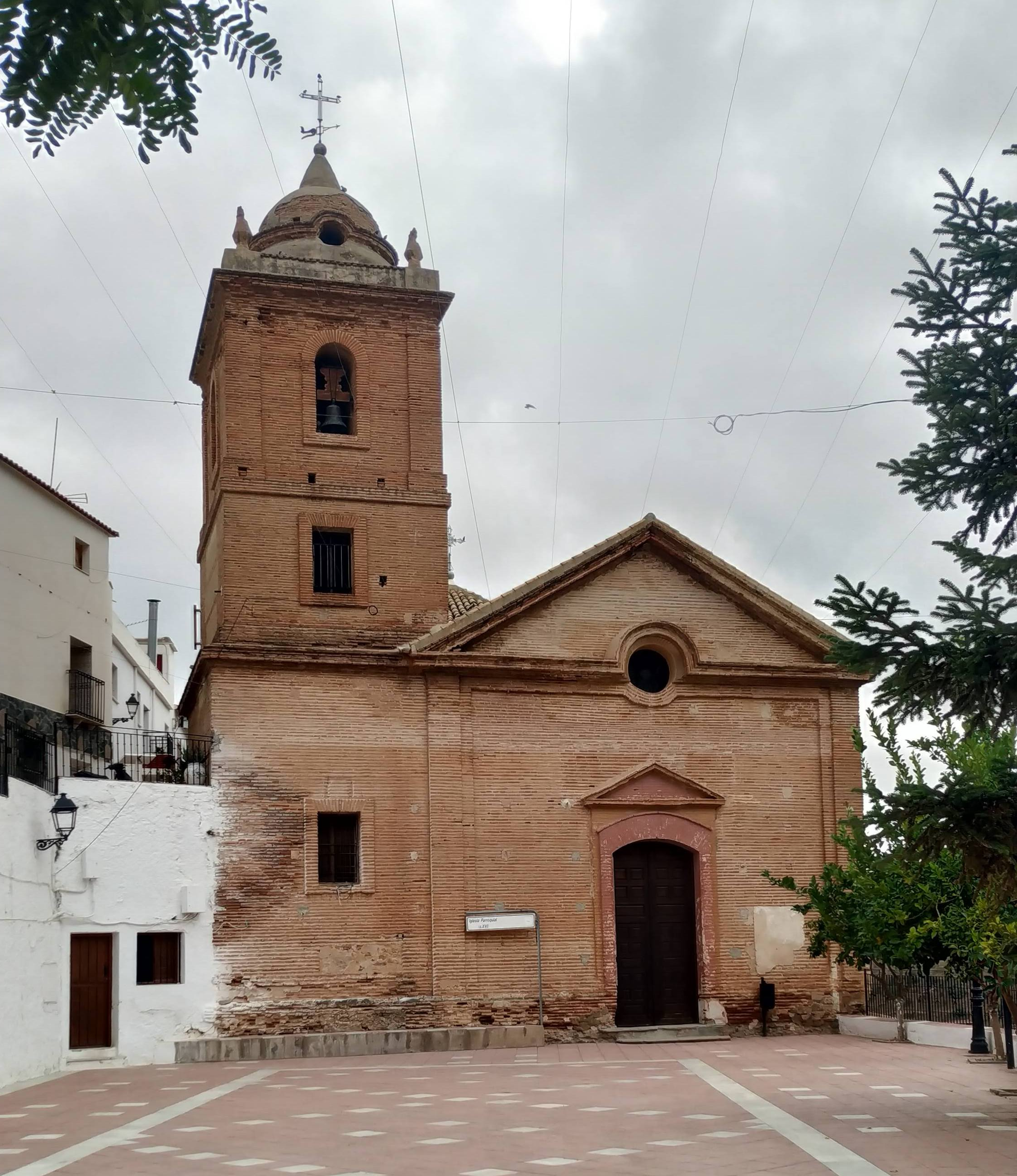
Iglesia de San Ramón Nonato

#### Religioso
- Iglesia parroquial de San Ramón Nonato. Es del siglo XVI y de estilo Arquitectura mudéjar. El edificio consta de una planta de cruz latina, con una sola nave y capillas hornacinas en los laterales. La capilla mayor está decorada con un retablo neoclásico. Existe una torre de tres cuerpos rematada por un cupulín y una veleta de forja.[11]

#### Civil
- Almazara del siglo XVIII.

### Rutas
- Ruta Cervantina, en honor al escritor Miguel de Cervantes, del que se dice que estuvo en Laroya como recaudador de impuestos. Esta ruta recorre las zonas más pintorescas del pueblo por medio de 11 placas informativas.[12]

### Entidades culturales

#### Museos
- Museo Etnográfico El Molino de Laroya. Siglo XVIII.

### Patrimonio cultural inmaterial

#### Festividades
- Las cuartetas: Es una festividad que se celebra el Domingo de Pascua. En la misma, el Cuartetero, disfrazado para la ocasión, montado en un burro disfrazado con colorines y buñeulos, relata de forma jocosa y con rimas, acontecimientos que le han ocurrido a lo largo del año a los vecinos. Esto va acompañado de sonidos estridentes, realizados con una trompeta y una caracola. Asimismo, se reparten caramelos y golosinas a los niños.[11]
- Moros y cristianos: Es una representación de Moros y cristianos desarrollada por los habitantes del pueblo. Se celebra los días 30 y 31 de agosto, que coincide con las fiestas patronales.[11] Se desarrolla durante dos días en dos actos. El primero, la localidad cae en manos de los moros, recuperándose en el segundo por parte de los cristianos. Entre los diferentes papeles que existen son los generales, los únicos que tienen nombre propio; una embajada, un espía y las tropas. En la representación se hace referencia a lugares de la localidad, y a su patrón San Ramón Nonato como centro de todas las acciones.[13]
- Nuestra Señora de la Purificación o Nuestra Señora de la Candelaria. Se celebra el  2 febrero.[14]
- San Ramón Nonato. Se celebra el  31 agosto.[14]

#### Gastronomía

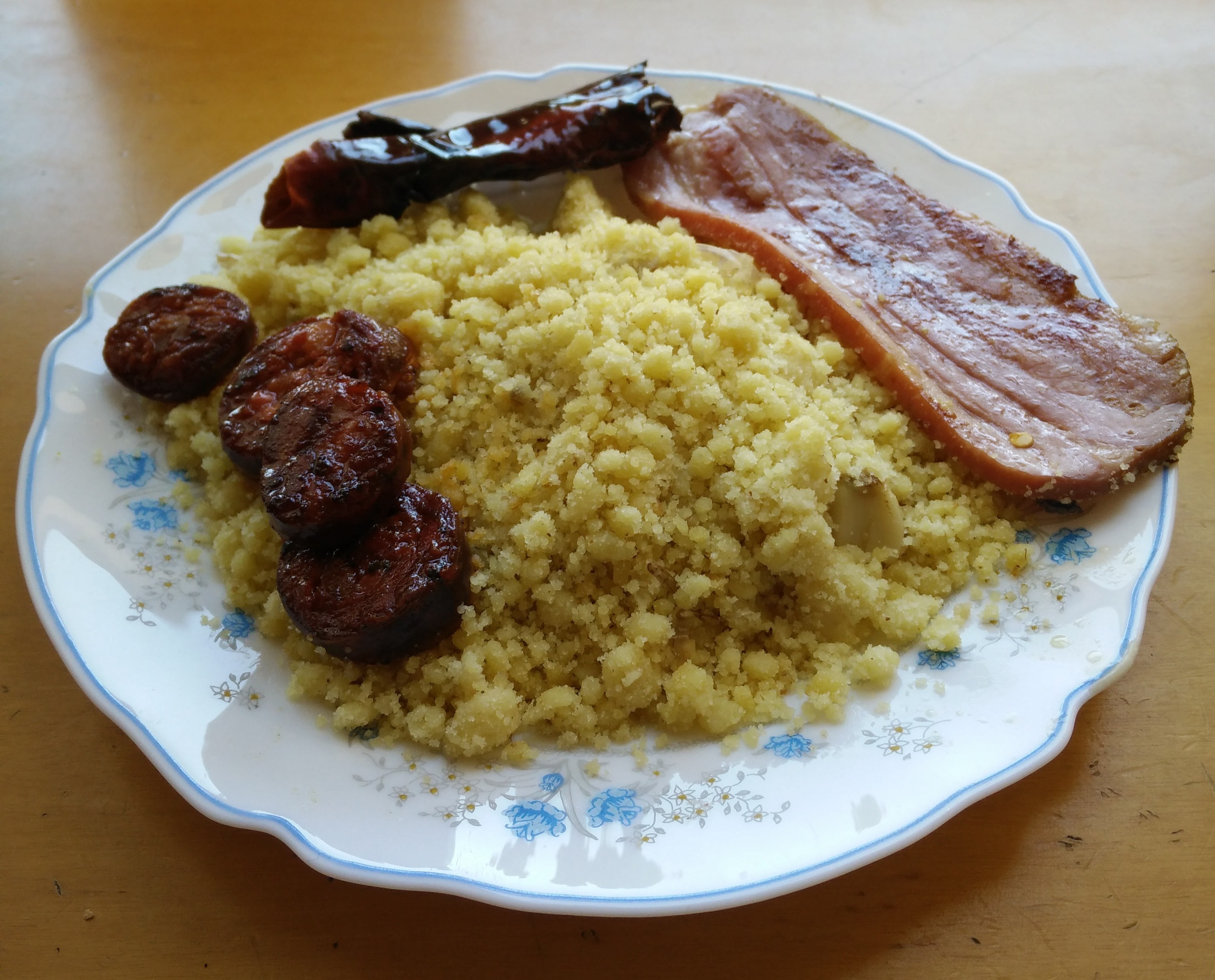
migas

Se encuentra en la comarca gastronómica del Valle del Almanzora, región montañosa conocida por sus fritadas y jamones curados, que tiene entre sus platos más conocidos la fritada de pimientos y tomates (fritá de Suflí), la ensalada de caldos, la berza. El gazpacho de ajo, conocido en otras partes de España como ajoblanco, se consume con pepino o pan seco o tostado. La repostería es rica en frutas de sartén endulzadas con miel y azúcar, como los gañotes o los buñuelos de calabaza, vestigio del largo pasado musulmán de la zona.

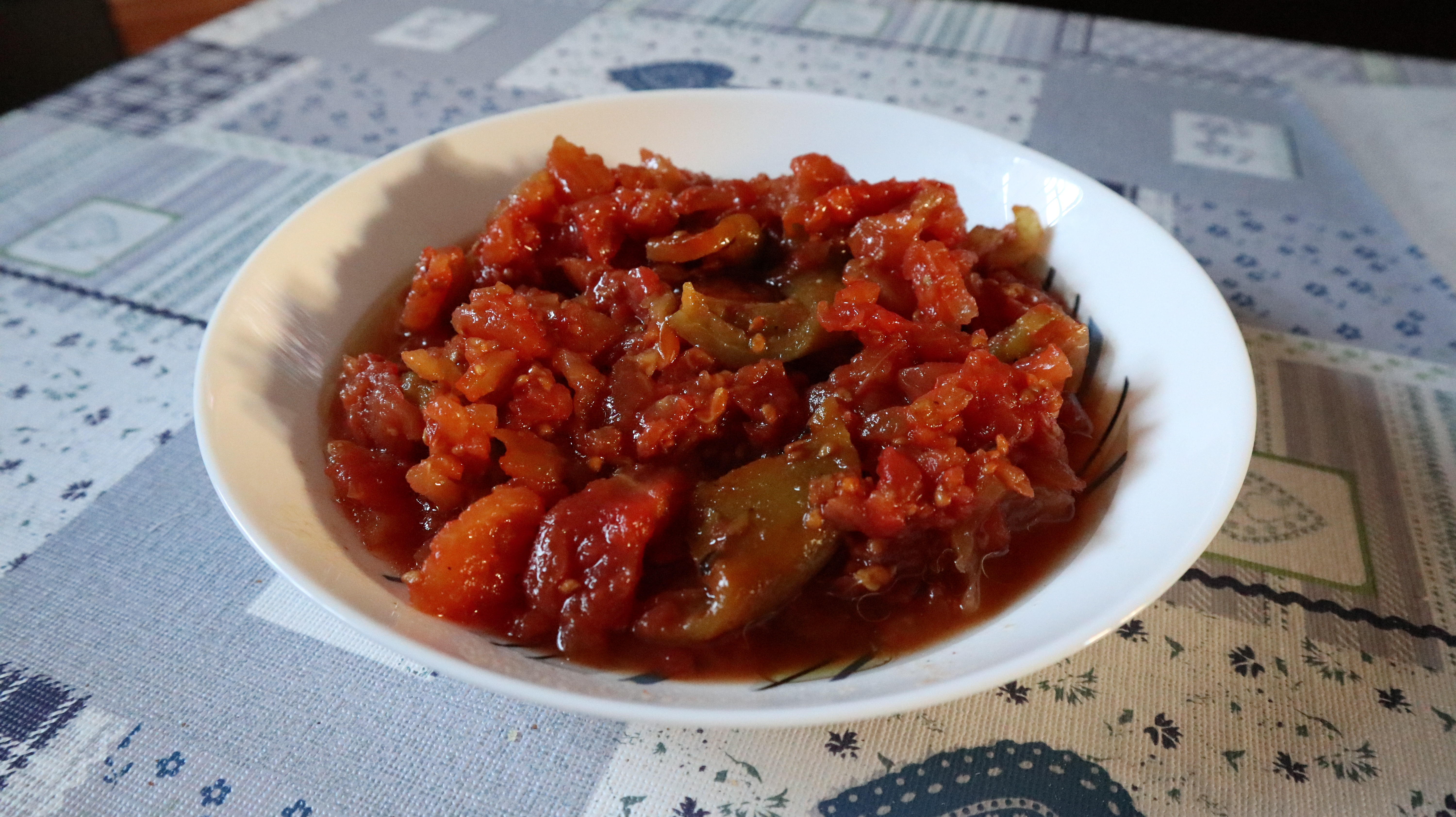
Fritá de Suflí

En Laroya, por otra parte, destacan las migas con engañifa, las migas de trigo, el puchero de trigo, u olla de trigo, el potaje de Semana Santa, el puchero de calabaza, el arroz con garbanzos, el arroz con conejo, empedrado, arroz con bacalao y habichuelas, la fritá de calabaza, albóndigas de bacalao, el gazpacho de miel, gazpacho de pepino y cebolla, el ajoblanco, la ensalada de conserva, la fritá de San Ramón, la fritá de conejo, la fritada de Purchena, tomates y pimientos, el pollo campero, ..... 
Y entre sus postres, los mantecados caseros, las tortas de manteca,  la leche frita, el arroz con leche, los hornazos, la torta de Chicharrones, Los roscos fritos, los buñuelos, las almendras con miel, el pepino con miel.